# Uwe Hohn

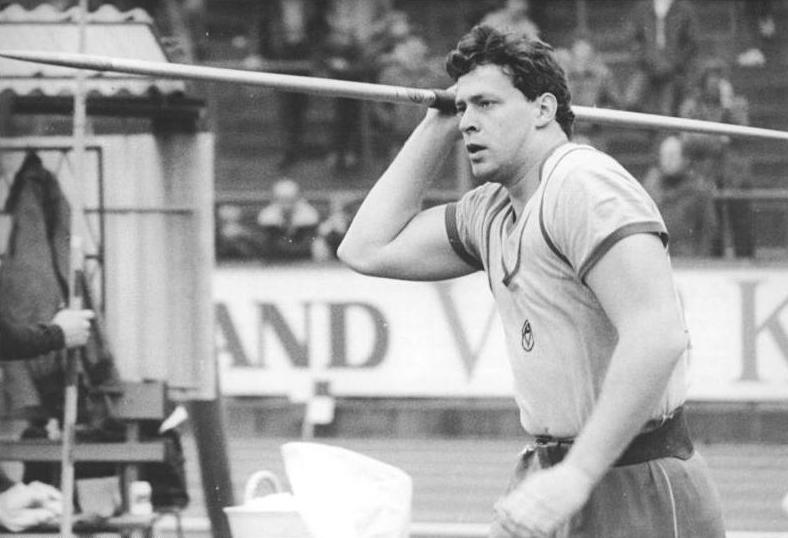
Uwe Hohn (1984).

Uwe Hohn (Neuruppin, Brandemburgo, Alemania), 6 de julio de 1962.  Es un atleta alemán (retirado) de lanzamiento de jabalina que compitió por la República Democrática Alemana.
Hohn fue el único lanzador de jabalina que consiguió lanzar más allá de los 100 metros, ya que poco después de que el alemán consiguiera esta marca la IAAF modificó el centro de gravedad de la jabalina para evitar que los lanzadores pudieran herir al público o a otros deportistas, y abrió una nueva tanda de mejores marcas. Su ascenso en el mundo del atletismo fue fulgurante y dejó de competir con 24 años, por lo que la sombra de la sospecha del dopaje siempre le acompañó, aunque él siempre negó haber tomado sustancias estimulantes y nunca fue positivo en los controles antidopaje. 
En 1981 ganó el campeonato europeo junior, y solo un año después se impuso en el campeonato absoluto de Europa, con una gran marca. No pudo participar en los Juegos Olímpicos de Los Ángeles en 1984 debido al boicot promovido por muchos países socialistas. El 20 de julio de 1984 batió el récord del mundo de lanzamiento de jabalina, llevando el dardo a 104,80 m, y superándolo en más de 5 metros.

## Resultados
| Año  | Competición                 | Lugar                  | Puesto                        | Marca  |
| ---- | --------------------------- | ---------------------- | ----------------------------- | ------ |
| 1981 | Campeonato de Europa junior | Utrecht, Países Bajos  | 1º en lanzamiento de jabalina |        |
| 1982 | Campeonato de Europa        | Atenas, Grecia         | 1º en lanzamiento de jabalina | 91,34m |
| 1984 | Juegos de la amistad        | Moscú, Unión Soviética | 1º en lanzamiento de jabalina |        |
| 1985 | Copa de Europa              | Moscú, Unión Soviética | 1º en lanzamiento de jabalina |        |
| 1985 | Copa del Mundo              | Canberra, Australia    | 1º en lanzamiento de jabalina | 96,96m |

## Mejores marcas
- Lanzamiento de jabalina - 104,80m (1984)